# گروه داونر
گروه داونر (انگلیسی: Downer Group) شرکت معدن استرالیایی است، که در سال ۱۹۳۳ تأسیس شد.